# ناهنجاری کیاری
ناهنجاری کیاری (انگلیسی: Chiari malformation)
مغز افراد مبتلا به ناهنجاری کیاری بیش از حد برای جمجمه‌شان بزرگ است. بافت مغز آن‌ها، معمولاً مخچه به کانال نخاعی رانده می‌شود. تنها یک درصد از جمعیت آمریکا ناهنجاری کیاری دارند و نه تنها در کودکان بلکه در بزرگسالان نیز دیده می‌شود. در حال حاضر چهار نوع از این بیماری کشف شده است. رایجترین و خفیف‌ترین آن نوع یک و نادرترین شدیدترین حالت نوع چهار است که اغلب منجر به مشکلات عصبی مرگبار می‌شود. برخی افراد تا مدت‌ها هیجان علامتی از خود نشان نمی‌دهند و تنها سردردهای شدید دارند. در برخی افراد نیز جراحی جمجمه ضروری می‌شود.